# Pacha Kkollu Quimsa Misa
El cerro Pacha Kkollu Quimsa Misa, también llamado Pacha Qullu Kimsa Misa, se encuentra en el borde occidental del Altiplano y es parte de la cordillera andina de la Cordillera Occidental en Bolivia.
El Pacha Kkollu Quimsa Misa tiene una altitud de 4702 m s. n. m. y, junto con el Inca Camacho (4792 m), forma un doble pico que sobresale de la meseta a unos 3.700 m. La montaña está a unos 100 km al oeste del lago Poopó y 40 km al norte del Salar de Coipasa, el asentamiento más grande en el Pacha Kkollu Quimsa Misa es la localidad rural de Huachacalla con 2.025 habitantes (actualización de 2010) en su borde occidental.
El Pacha Kkollu Quimsa Misa es un estratovolcán que se cree se formó en el Cuaternario, es decir, en los últimos dos millones de años.